# Mubadala World Tennis Championship de 2011
No ano de 2011, o torneio de exibição de ténis Mubadala World Tennis Championship teve 2 edições, uma em Janeiro e a outra em Dezembro.
Antes deste ano, o torneio acontencia sempre em Janeiro. Após este ano, o torneio passou a ocorrer em Dezembro.

## Resultados
| Edição       | Data             | Campeão        | Finalista     | Resultado          |
| ------------ | ---------------- | -------------- | ------------- | ------------------ |
| III Detalhes | Janeiro de 2011  | Rafael Nadal   | Roger Federer | 7–6(7–4), 7–6(7–3) |
| IV Detalhes  | Dezembro de 2011 | Novak Djokovic | David Ferrer  | 6-2, 6-1           |